# Koninklijke Belgische Vereniging voor Statistiek
De Koninklijke Belgische Vereniging voor Statistiek (KBVS), voorheen de Belgische Vereniging voor Statistiek, is de grootste statistische vereniging van België. 
De KBVS vertegenwoordigt leden uit het onderzoek en onderwijs in alle belangrijke domeinen van de statistiek, gaande van mathematische statistiek, probabiliteitstheorie en random proces theorie, over statistische methodologie, data-analyse, design van studies, planning van experimenten, farmaceutische studies, klinische studies en medische statistiek tot statistisch leren en big data. Onderzoekers en professoren van de Belgische universiteiten vormen het grootste deel van de leden; de tweede grootste groep bestaat uit onderzoekers en consultants uit de farmaceutische en chemische industrie, het bank- en verzekeringswezen, of computer wetenschappen en software ontwikkeling. 
De KBVS is een vereniging zonder winstoogmerk naar Belgisch recht.

## Geschiedenis
De KBVS werd opgericht op 10 maart 1937 in Brussel als Société Belge de Statistique (association sans but lucratif)  . Haar negentien stichtende leden waren Belgische autoriteiten uit de overheid, academische wereld, de industrie, het leger en de kerk.
De eerste voorzitter van de vereniging was Armand Julin, die toen tevens voorzitter was van het International Statistical Institute. Bij de oprichting was het aantal “titulaires” (erkende leden) beperkt tot 75 en het aantal ereleden tot 10. Deze beperking op het aantal leden werd opgeheven in 1947 , waarna de vereniging snel groeide. In 1965, onder het voorzitterschap van Renaat Dereymaeker, officialiseerde de vereniging haar Nederlandse naam als Belgische Vereniging voor Statistiek.
In het midden van de jaren 70 en 80 van de twintigste eeuw volgden de activiteiten van de leden een algemene tendens naar internationalisering in de academische wereld, en werden ze meer zichtbaar in de Verenigde Staten en andere landen dan in België zelf. Op voorstel van Pierre Dagnelie en Jean-Jacques Droesbeke, en gezamenlijke inspanningen van Marc Hallin en Jan Beirlant veranderde dit in het begin van de jaren 90. Onder het voorzitterschap van opeenvolgend Jef Teugels en Marc Hallin werd het nationale karakter van de vereniging hersteld, zowel op papier als in de feiten. Sedertdien worden alle officiële documenten van de vereniging zowel in het Nederlands als Frans gepubliceerd, en is de voertaal het Engels.
In augustus 1992 was de vereniging mede-oprichter van de European Federation of statisticians in the pharmaceutical industry (EFSPI).
In 2017, onder het voorzitterschap van Franz Thomas Bruss, verkreeg de vereniging van Koning Filip het predicaat Koninklijk, en werd de vereniging the Royal Statistical Society of Belgium (RSSB). Haar officiële namen in het Frans en Nederlands werden aldus “Société Royale Belge de Statistique (SRBS)” en “Koninklijke Belgische Vereniging voor Statistiek (KBVS)” ,.

## KBVS vandaag
De vereniging is anno 2018 nog steeds zeer actief en zichtbaar aanwezig in verschillende domeinen van het onderzoek in de statistiek, alsook in het onderwijs van de statistiek. Met ongeveer 340 leden is de vereniging de grootste wetenschappelijk vereniging van België, en door de hoge academische erkenning van veel van haar leden, wordt ze wereldwijd aanzien als een van de belangrijkste nationale statistische verenigingen.
De maatschappelijke zetel van de KBVS is de Algemene Directie Statistiek - Statistics Belgium, dat deel uitmaakt van de federale overheid van België. Als  vereniging zonder winstdoeleinden werkt de vereniging onafhankelijk van de Algemene Directie Statistiek. Beide organisaties overleggen echter op regelmatige basis. De vereniging reserveert een plaats in de Raad van Bestuur voor een vertegenwoordiger van de Algemene Directie Statistiek. Hun samenwerking die het algemeen maatschappelijk belang betreft en de rol van statistiek hierin, speelt een toenemende rol.
De Vereniging is sinus 2013 lid van FenSTATs (Federation of European Statistical Societies) en veel van haar leden zijn tevens lid of bestuurder van belangrijke internationale statistische verenigingen.